# Lill-Visjön
Lill-Visjön är en sjö i Bergs kommun i Jämtland och ingår i Indalsälvens huvudavrinningsområde. Sjön har en area på 0,336 kvadratkilometer och ligger 930,2 meter över havet.

## Delavrinningsområde
Lill-Visjön ingår i det delavrinningsområde (699151-139300) som SMHI kallar för Utloppet av Lill-Visjön. Medelhöjden är 951 meter över havet och ytan är 1,81 kvadratkilometer. Det finns inga avrinningsområden uppströms utan avrinningsområdet är högsta punkten. Vattendraget som avvattnar avrinningsområdet har biflödesordning 4, vilket innebär att vattnet flödar genom totalt 4 vattendrag innan det når havet efter 337 kilometer. Avrinningsområdet består mestadels av kalfjäll (81 procent). Avrinningsområdet har 0,34 kvadratkilometer vattenytor vilket ger det en sjöprocent på 18,5 procent.